# Història de l'observació de Mart

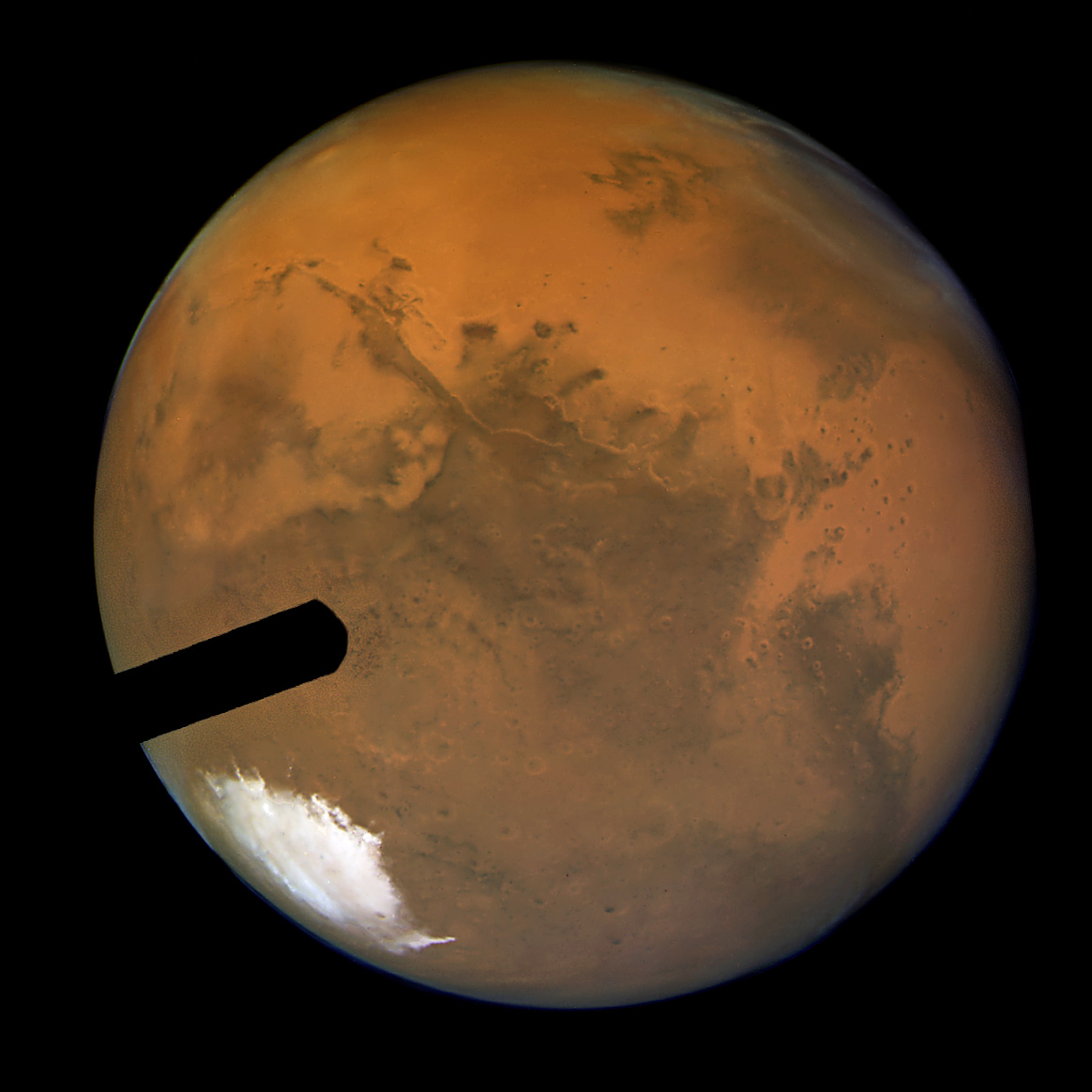
La visió més nítida de Hubble sobre Mart: tot i que es pot veure l'Advancded Camera for Surveys, va aconseguir una escala espacial de 8 quilòmetres per píxel a màxima resolució.

La història de l'observació de Mart tracta sobre la història registrada de l'observació del planeta Mart feta pels humans. Alguns dels primers registres de l'observació de Mart es remunten a l'era dels antics astrònoms egipcis del 2n mil·lenni aC. L'astronomia xinesa també va estudiar els moviments de Mart abans de la fundació de la dinastia Zhou (1045 aC). Els astrònoms babilonis havien portat a terme observacions detallades de la posició de Mart, tot i desenvolupant tècniques aritmètiques per predir la posició futura del planeta. Els filòsofs grecs antics i els astrònoms de l'antiga Grècia van desenvolupar una teoria geocèntrica per explicar els moviments del planeta. Les mesures del diàmetre angular de Mart ja es podien trobar en textos de l'antiga astronomia india.
Al segle xvi, Nicolau Copèrnic va proposar un model heliocèntric per al Sistema Solar en el qual els planetes seguien òrbites circulars sobre el Sol. Aquest paradigma va ser revisat per Johannes Kepler, postulant una òrbita el·líptica per a Mart que s'ajustava amb més precisió a les dades d'observació.
La primera observació telescòpica de Mart va ser feta per Galileo Galilei el 1610. Al cap d’un segle, els astrònoms van descobrir diferents característiques clàssiques d'albedo a Mart, incloent el pegat fosc Syrtis Major Planum i els casquets polars. Per aquest motiu es van poder determinar el període de rotació i l'obliqüitat de l'ecliptica del planeta. Aquestes observacions es van fer principalment durant els intervals de temps en què el planeta estava situat en oposició al Sol, punt en què Mart fa les seves aproximacions més properes a la Terra.
Els millors telescopis desenvolupats a principis del segle xix van permetre cartografiar detalladament les característiques permanents de l'albedo marciana. El primer mapa cru de Mart es va publicar el 1840, seguit de mapes més refinats a partir del 1877. Quan els astrònoms van pensar erròniament que havien detectat la línia espectral de l'aigua a l'atmosfera marciana, la idea de la vida a Mart es va popularitzar entre el públic. Percival Lowell creia que podia veure una xarxa de canals artificials a Mart. Aquestes característiques lineals més tard van demostrar ser una il·lusió òptica, i es va trobar que l’atmosfera era massa prima per suportar un entorn semblant a la Terra.
Des de la dècada de 1870 s'observen núvols grocs a Mart, que Eugène M. Antoniadi va suggerir que eren sorra o pols bufada pel vent. Durant la dècada de 1920, es va mesurar l'intèrval de temperatura superficial marciana que oscil·lava entre −85 a 7 °C (−121 a 45 °F). Així mateix es va trobar que l’atmosfera planetària era àrida amb només traces d'oxigen i aigua. El 1947, Gerard Kuiper demostraria que la fina atmosfera marciana contenia dosis grans de diòxid de carboni ; aproximadament el doble de la quantitat que es troba a l'atmosfera terrestre. La primera nomenclatura estàndard per a les característiques de l'albedo de Mart va ser adoptada el 1960 per la Unió Astronòmica Internacional. Des dels anys seixanta, s'han enviat múltiples naus espacials robòtiques per explorar Mart des de l’òrbita i la superfície. El planeta s'ha mantingut sota observació mitjançant instruments terrestres i espacials en un ampli ventall de l’ espectre electromagnètic. El descobriment de meteorits a la Terra originats a Mart ha permès examinar en laboratori les condicions químiques del planeta.

## Primers registres

Quan la Terra passa a Mart, aquest darrer planeta apareixerà temporalment per invertir el seu moviment a través del cel.

Els astrònoms egipcis antics van registrar l'existència de Mart com a objecte errant al cel nocturn. Al segon mil·lenni aC estaven familiaritzats amb l'aparent moviment retrògrad del planeta, el qual semblava que es movia en la direcció oposada a través del cel des de la seva progressió normal. Mart es va representar al sostre de la tomba de Seti I, al sostre de la de Ramesseum i al mapa estel·lar de Senemut. L'últim és el mapa estel·lar més antic conegut, datat el 1534 aC, i basat en la posició dels planetes.
En el període de l’ Imperi neobabilònic,els astrònoms babilonis feien observacions sistemàtiques de les posicions i el comportament dels planetes. Per a Mart, sabien, per exemple, que el planeta feia 37 períodes orbitals, o 42 circuits del zodíac, cada 79 anys. Els babilonis van inventar mètodes aritmètics per fer petites correccions a les posicions previstes dels planetes. Aquesta tècnica es va derivar principalment de les mesures temporals, com quan Mart s'aixeca per sobre de l'horitzó, en lloc de la posició menys coneguda del planeta sobre l'esfera celeste.
Els registres xinesos dels albiraments i moviments de Mart apareixen abans de la fundació de la dinastia Zhou (1045 aC) En la dinastia Qin (221 aC), els astrònoms ja mantenien registres estrets de conjuncions planetàries, incloses les de Mart. Les ocultacions de Mart per part de Venus es van assenyalar el 368, 375 i 405 dC. El període i el moviment de l'òrbita del planeta es van conèixer amb detall durant la dinastia Tang (618 dC).
L'astronomia de l'antiga Grècia va estar influenciada pel coneixement transmès des de la cultura mesopotàmica. Així, els babilonis van associar Mart a Nergal, el seu déu de la guerra i de les epidèmies. Els grecs el van associar amb el seu déu de la guerra, Ares. Durant aquest període, els moviments dels planetes eren poc interessants per als grecs; Els treballs i dies d'Hesíode (cap al 650 aC) no fa esment a aquests cossos celestials.

## Models orbitals

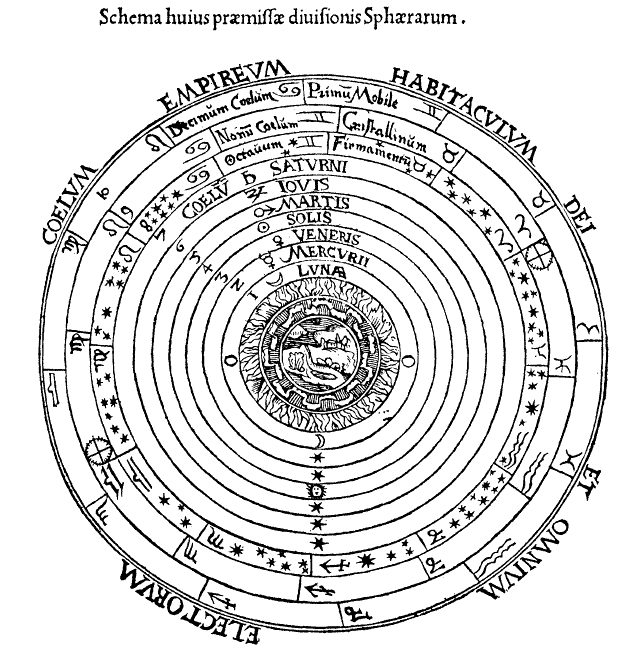
Model geocèntric de l’Univers.

Els grecs van utilitzar la paraula planēton per referir-se als set astres que es movien respecte a les estrelles de fons. Com tenien una visió geocèntrica, aquests cossos es movien a causa de la força exercida per la Terra. En la seva obra, La República (X.616E – 617B), el filòsof grec Plató va proporcionar l’afirmació més antiga coneguda que defineix l’ordre dels planetes en la tradició astronòmica grega. La seva llista, per ordre de la més propera a la més allunyada de la Terra, era la següent: la Lluna, el Sol, Venus, Mercuri, Mart, Júpiter, Saturn i les estrelles fixes. En el seu diàleg Timeu, Plató va proposar que la progressió d’aquests objectes a través del cel depenia de la seva distància, de manera que l’objecte més distant es movia a menor velocitat.
Aristòtil, estudiant de Plató, va observar una ocultació de Mart per la Lluna el 4 de maig de 357 aC. Dit això, va concloure que Mart havia d’estar més lluny de la Terra que la Lluna. També va assenyalar que altres ocultacions d’aquest tipus d’estrelles i planetes havien estat observades pels egipcis i els babilonis. Aristòtil va utilitzar aquesta evidència observacional per donar suport a la seqüenciació grega dels planetes. La seva obra Sobre el cel va presentar un model de l’univers en què el Sol, la Lluna i els planetes circulen al voltant de la Terra a distàncies fixes. Una versió més sofisticada del model geocèntric va ser desenvolupada per l'astrònom grec Hiparc de Nicea quan va proposar que Mart es mogués al llarg d'una pista circular anomenada epicicle que, al seu torn, orbitava al voltant de la Terra al llarg d'un cercle més gran anomenat deferent.
A l'Egipte romà durant el segle ii, Claudi Ptolemeu (Ptolemeu) va intentar abordar el problema del moviment orbital de Mart. Les observacions de Mart havien demostrat que el planeta semblava moure's un 40% més ràpidament per un costat de la seva òrbita que per l'altre, entrant en conflicte amb el model aristotèlic de moviment uniforme. Ptolemeu va modificar el model del moviment planetari afegint un punt desplaçat, Equant, des del centre de l'òrbita circular, al voltant de la qual es mou el planeta a una velocitat de rotació uniforme.Així mateix, va proposar que l'ordre dels planetes, augmentant la distància, fos: la Lluna, Mercuri, Venus, Sol, Mart, Júpiter, Saturn i les estrelles fixes. El model de Ptolemeu i el seu treball col·lectiu sobre astronomia es van publicar a la col·lecció de diversos volums Almagest, que es convertiria en el tractat d’autoritat sobre astronomia occidental durant els següents catorze segles.
Al segle V dC, el text astronòmic indi Surya Siddhanta va estimar la mida angular de Mart en 2 arc-minuts (1/30 de grau), i la seva distància a la Terra de 10.433.000 km (1.296.600 yojana, on una yojana equival a vuit km al Surya Siddhanta). D’això es dedueix que el diàmetre de Mart seria de 6.070 km (754,4 yojana), amb un error dins de l'11% del valor acceptat actualment de 6.788 km. No obstant això, aquesta estimació es basava en una suposició inexacta de la mida angular del planeta. El resultat podia haver estat influït per l'obra de Ptolemeu, que va incloure un valor d'1,57 minuts d'arc. Les dues estimacions són significativament més grans que el valor obtingut posteriorment per telescopi.
El 1543, Nicolau Copèrnic va publicar un model heliocèntric a la seva obra De revolutionibus orbium coelestium. Aquest enfocament va situar la Terra en una òrbita al voltant del Sol entre les òrbites circulars de Venus i Mart. El seu model explicava amb èxit per què els planetes Mart, Júpiter i Saturn es trobaven al costat oposat del cel del Sol sempre que es trobaven enmig dels seus moviments retrògrads. Copèrnic, va ser capaç d'ordenar els planetes en el seu ordre heliocèntric correcte basant-se únicament en el període de les seves òrbites sobre el Sol. La seva teoria va anar guanyant acceptació entre els astrònoms europeus, particularment després de la publicació de les taules pruteniques de l'astrònom alemany Erasmus Reinhold el 1551, que es van calcular mitjançant el model copernicà.
El 13 d'octubre de 1590, l'astrònom alemany Michael Maestlin va observar una ocultació de Mart per part de Venus. Un dels seus estudiants, Johannes Kepler, es va convertir ràpidament en favorable al sistema copernicà. Després de completar la seva formació, Kepler es va convertir en ajudant del noble i astrònom danès Tycho Brahe. Amb l’accés concedit a les observacions detallades de Tycho sobre Mart, Kepler es va posar a treballar matemàticament per muntar un reemplaçament a les taules pruteniques. Després de fracassar en repetides ocasions el moviment de Mart en una òrbita circular, tal com es requeria sota el copernicanisme, va aconseguir fer coincidir les observacions de Tycho assumint que l'òrbita era una el·lipse i que el Sol estava situat en un dels focus. El seu model es va convertir en la base de les lleis de Kepler sobre el moviment planetari, publicades a la seva obra de diversos volums Epitome Astronomiae Copernicanae (Epitome of Copernican Astronomy) entre 1615 i 1621.

## Primeres observacions amb telescopi
En el seu enfocament més proper, el diàmetre angular de Mart és de 25 segons d'arc (una unitat de grau); això és massa petit per resoldre-ho a ull nu. Per tant, abans de la invenció del telescopi, no se sabia res del planeta a part de la seva posició sobre el cel. El científic italià Galileo Galilei va ser la primera persona coneguda que va utilitzar un telescopi per fer observacions astronòmiques. Els seus registres indiquen que va començar a observar Mart a través d'un telescopi el setembre de 1610. Aquest instrument era massa primitiu per mostrar qualsevol detall superficial del planeta de manera que es va fixar l'objectiu de veure si Mart presentava fases de foscor parcial similars a Venus o la Lluna. Encara que el seu èxit fos incert, al desembre va assenyalar que Mart havia reduït la seva mida angular. L'astrònom polonès Johannes Hevelius va aconseguir observar una fase de Mart el 1645.

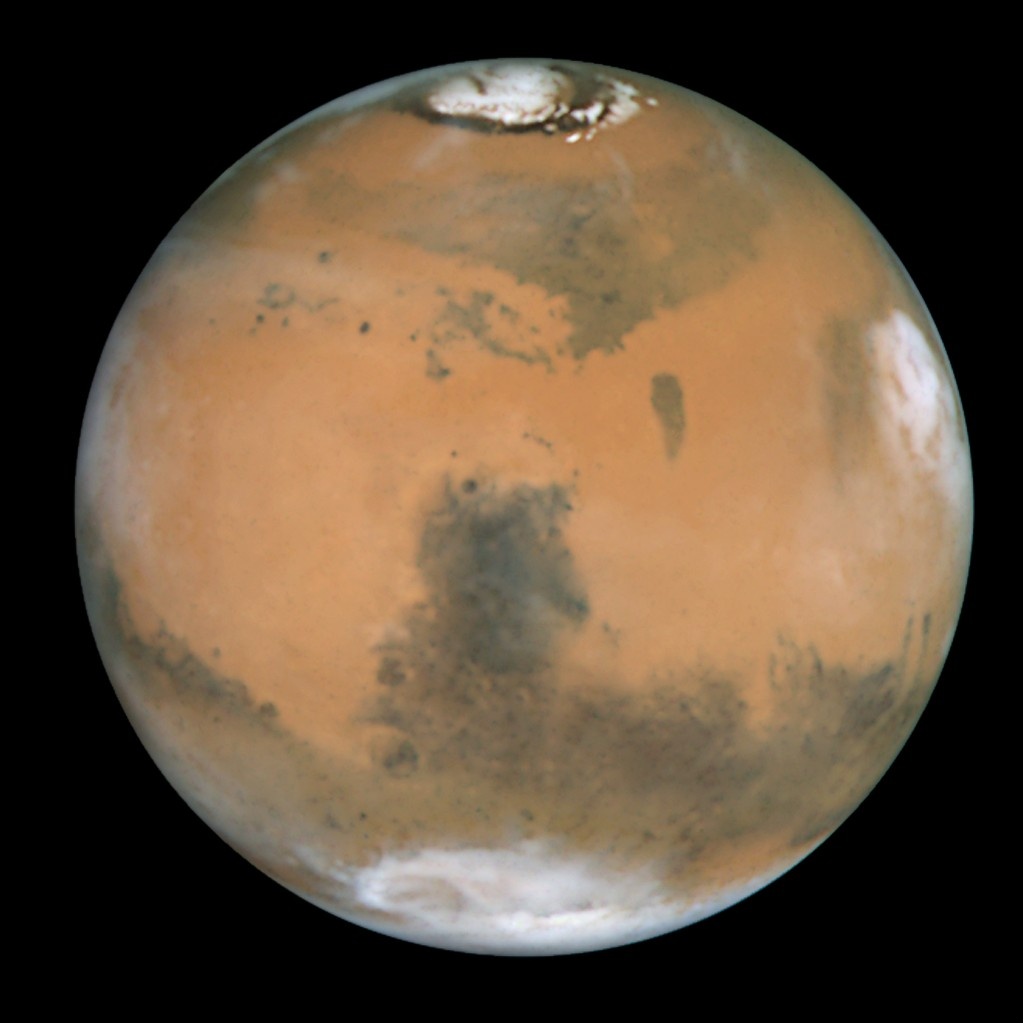
La característica d’albedo baix Syrtis Major és visible al centre del disc. Imatge NASA / HST.

El 1644, el jesuïta italià Daniello Bartoli va informar de l'observació de dues taques més fosques a Mart. Durant les oposicions astronòmiques de 1651, 1653 i 1655, quan el planeta es va apropar més a la Terra, l'astrònom italià Giovanni Battista Riccioli i el seu alumne Francesco Maria Grimaldi van observar taques de diferent albedo a Mart. La primera persona que va dibuixar un mapa de Mart que mostrava les característiques del terreny va ser l'astrònom holandès Christiaan Huygens. El 28 de novembre de 1659 va fer una il·lustració de Mart que mostrava la diferent regió fosca que ara es coneix com Syrtis Major Planum i possiblement una de les capes polars de gel. El mateix any, va aconseguir mesurar el període de rotació del planeta, donant-li aproximadament 24 hores. Va fer una estimació aproximada del diàmetre de Mart, endevinant que té aproximadament el 60% de la mida de la Terra, cosa que es compara bé amb el valor modern del 53%. Potser la primera menció definitiva de la capa de gel polar sud de Mart va ser de l'astrònom italià Giovanni Domenico Cassini, el 1666. Aquell mateix any, va utilitzar observacions de les marques superficials a Mart per determinar un període de rotació de 24 h 40 m. Això difereix del valor acceptat actualment en menys de tres minuts. El 1672, Huygens va notar una gorra blanca borrosa al pol nord.
Després que Cassini es convertís en el primer director de l'Observatori de París el 1671, va abordar el problema de l'escala física del sistema solar. La mida relativa de les òrbites planetàries es coneixia per la tercera llei de Kepler, de manera que el que calia era la mida real d’una de les òrbites del planeta. Amb aquest propòsit, la posició de Mart es va mesurar contra les estrelles del fons celestial en diferents punts de la Terra, i valorant així la paral·laxi diürna del planeta. Durant aquell any, el planeta va passar del punt al llarg de la seva òrbita on es trobava més a prop del Sol -oposició perihèlica-, i va permetre que es tractés d’una aproximació particularment propera a la Terra. Cassini i Jean Picard van determinar la posició de Mart des de París, mentre que l'astrònom francès Jean Richer va fer mesures des de Cayenne, a Amèrica del Sud. Tot i que aquestes observacions es van veure obstaculitzades per la qualitat dels instruments, la paral·laxi calculada per Cassini es va situar dins del 10% del valor correcte. L'astrònom anglès John Flamsteed va fer intents de mesura comparables i va tenir resultats similars.
El 1704, l'astrònom italià Giacomo F. Maraldi "va fer un estudi sistemàtic del casquet sud i va observar que experimentava variacions a mesura que el planeta girava". Això indicava que el casquet no estava centrat en el pol i que la seva mida variava amb el pas del temps. L'astrònom britànic d'origen alemany William Herschel va començar a fer observacions del planeta Mart el 1777, en particular dels seus casquets polars. El 1781, va assenyalar que el casquet sud semblava "extremadament gran", cosa que va atribuir a que aquest pol estigués a la foscor durant els darrers dotze mesos. El 1784, el casquet sud semblava molt més petit, fet que suggeriria que els casquets varien segons les estacions del planeta i, per tant, estaven fets de gel. El 1781, va estimar el període de rotació de Mart en 24 h 39 m 21,67 s i va mesurar la obliqüitat de l'eclíptica dels pols del planeta fins al pla orbital de 28,5 °. Va assenyalar que Mart tenia una "atmosfera considerable però moderada, de manera que els seus habitants probablement gaudeixen d'una situació en molts aspectes similar a la nostra". Entre el 1796 i el 1809, l'astrònom francès Honoré Flaugergues va notar enfosquiments de Mart, suggerint que "vels de color ocre" cobrien la superfície. Aquest pot ser el primer informe de núvols grocs o tempestes a Mart.

## Període geogràfic
A principis del segle xix, les millores en la mida i la qualitat de l’òptica del telescopi van demostrar un avanç significatiu en la capacitat d'observació. La més notable entre aquestes millores va ser el component doble de la lent acromàtica ideada per l'òptic alemany Joseph von Fraunhofer, que va eliminar essencialment el coma, un efecte òptic que pot distorsionar la vora exterior de la imatge. El 1812, Fraunhofer havia aconseguit crear un objectiu acromàtic 190 mm (7.5 in) de diàmetre. La mida d’aquest objectiu primari és el factor principal per determinar la capacitat de recollida de llum i la resolució d’un telescopi refractor. Durant l’oposició de Mart el 1830, els astrònoms alemanys Johann Heinrich Mädler i Wilhelm Beer van utilitzar un telescopi refractor de 95 mm. Fraunhofer va portar a terme un ampli estudi sobre el planeta i va escollir una característica situada a 8 ° al sud de l’ equador com a punt de referència. Més tard aquesta línia es va anomenar Sinus Meridiani i es convertiria en el meridià zero de Mart. Durant les seves observacions, va establir que la majoria de les característiques superficials de Mart eren permanents i va determinar amb més precisió el període de rotació del planeta. El 1840, Mädler va combinar deu anys d'observacions per dibuixar el primer mapa de Mart. En lloc de donar noms a les diverses marques, Beer i Mädler simplement els designaven amb lletres; així, Meridian Bay (Sinus Meridiani) va tenir la característica " a ".
L'astrònom italià Angelo Secchi va treballar a l'Observatori del Vaticà durant l’oposició de Mart el 1858 i va apuntar una gran característica triangular blava, que va anomenar “Escorpí Blau”. Aquesta mateixa formació estacional en forma de núvol va ser vista per l'astrònom anglès Norman Lockyer el 1862, i també va ser reconeguda per altres observadors. Durant l'oposició de 1862, l'astrònom holandès Frederik Kaiser va produir dibuixos de Mart. En comparar les seves il·lustracions amb les de Huygens i el filòsof natural anglès Robert Hooke, va poder perfeccionar encara més el període de rotació de Mart. El seu valor de 24 h 37 m 22,6 s és precís a una dècima de segon. 
El pare Secchi va produir algunes de les primeres il·lustracions en color de Mart el 1863. Va utilitzar els noms d’exploradors famosos per a les diferents característiques. El 1869, va observar dos trets lineals foscos a la superfície que va anomenar canali, que és la denominació italiana per a "canals" o "ranures". El 1867, l'astrònom anglès Richard Proctor va crear un mapa més detallat de Mart basat en els dibuixos de l'astrònom anglès William Rutter Dawes el1864. Proctor va batejar els diversos trets mes clars o foscos dels albedos amb els astrònoms, passats i presents, que havien contribuït a les observacions de Mart. Durant la mateixa dècada, l’astrònom francès Camille Flammarion i l’astrònom anglès Nathan Green van produir mapes i nomenclatures comparables.
A la Universitat de Leipzig el 1862–64, l'astrònom alemany Johann KF Zöllner havia desenvolupar un fotòmetre personalitzat per mesurar la reflectivitat de la Lluna, els planetes i les estrelles brillants. Per a Mart, va derivar una albedo de 0,27. Entre 1877 i 1893, els astrònoms alemanys Gustav Müller i Paul Kempf van observar Mart utilitzant el fotòmetre de Zöllner. Hi van trobar una petita propagacío constant: la variació de la reflectivitat amb l’angle-que indica que la superfície de Mart és llisa i sense grans irregularitats. El 1867, l'astrònom francès Pierre Janssen i l'astrònom britànic William Huggins van utilitzar espectroscopis per examinar l'atmosfera de Mart. Tots dos van comparar l’ espectre òptic de Mart amb el de la Lluna. Com que l'espectre d’aquest últim no mostrava línies d’absorció d’aigua, creien haver detectat la presència de vapor d’aigua a l’atmosfera de Mart. Aquest resultat va ser confirmat per l'astrònom alemany Herman C. Vogel el 1872 i l'astrònom anglès Edward W. Maunder el 1875, però després es posaria en dubte.
El 1877 es va produir una oposició perihelica particularment favorable. L'astrònom anglès David Gill va aprofitar aquesta oportunitat per mesurar la paral·laxi diürna de Mart des de l'illa de l'Ascensió, que conduiria a una estimació de paral·laxi de 8.78 ± 0.01 arcseconds. Utilitzant aquest resultat, va poder determinar amb més precisió la distància de la Terra al Sol, basant-se en la mida relativa de les òrbites de Mart i la Terra. Assenyalaria que la vora del disc de Mart semblava difusa a causa de la seva atmosfera, factor que limitava la precisió que podia obtenir per a la posició del planeta.
L'agost de 1877, l'astrònom nord-americà Asaph Hall va descobrir les dues llunes de Mart amb un 660 mm (26 in) telescopi a l’ Observatori Naval dels Estats Units. Hall va escollir els noms dels dos satèl·lits, Phobos i Deimos, a partir d’un suggeriment de Henry Madan, instructor de ciències a l’ Eton College d’Anglaterra.

## Canals marcians
Durant l'oposició de 1877, l'astrònom italià Giovanni Schiaparelli va utilitzar un telescopi de 22 cm (8.7 in) per ajudar a produir el primer mapa detallat de Mart. Aquests mapes contenien particularment trets que va anomenar canali, que es van demostrar més tard com una il·lusió òptica. Aquests canals eren suposadament línies rectes llargues a la superfície de Mart a les quals va donar noms de rius famosos a la Terra. El seu terme canali va ser popularment mal traduït en anglès com a canals. El 1886, l'astrònom anglès William F. Denning va observar que aquestes característiques lineals tenien una naturalesa irregular, i presentaven concentracions i interrupcions. El 1895, l'astrònom anglès Edward Maunder es va convèncer que les característiques lineals eren simplement la suma de molts detalls més petits.
En la seva obra La planète Mars et ses conditions d'habitabilité de 1892, Camille Flammarion va escriure sobre com aquests canals s'assemblaven als canals artificials, que una raça intel·ligent podia utilitzar per redistribuir l'aigua a través d'un món marcià que es moria. Va defensar l'existència d'aquests habitants i va suggerir que podrien estar més avançats que els humans.
Influït per les observacions de Schiaparelli, Percival Lowell va fundar un observatori amb telescopis de 30-i-45 cm (12-i-18 in). L'observatori es va utilitzar per a l'exploració de Mart durant l'última bona oposició de 1894 i les següents oposicions menys favorables. Lowell va publicar llibres sobre Mart i la vida al planeta, que van tenir una gran influència en el públic. Els canals van ser identificats per altres astrònoms, com Henri Joseph Perrotin i Louis Thollon amb un telescopi refractor de 38 cm (15 in) a l’ Observatori de Niça, que era un dels telescopis més grans de l'època.
A partir del 1901, l'astrònom nord-americà AE Douglass va intentar fotografiar les característiques dels canals de Mart. Aquests esforços semblaven tenir èxit quan l'astrònom nord-americà Carl Otto Lampland publicaria fotografies dels suposats canals el 1905. Tot i que aquests resultats van ser àmpliament acceptats, van ser contestats per l'astrònom grec Eugène M. Antoniadi, el naturalista anglès Alfred Russel Wallace i altres com a trets merament imaginats. A mesura que s'utilitzaven telescopis més grans, s'observaven menys canals rectes i llargs. Durant una observació realitzada el 1909 per Flammarion amb un telescopi de 84 cm (33 in), es van observar patrons irregulars, però no es va veure cap canali.
A partir del 1909, Eugène Antoniadi va ser capaç d’ajudar a desmentir la teoria dels canals marcians mirant a través del gran refractor de Meudon, la Grande Lunette (83). lent de cm). En ser observat pel tercer refractor més gran del món, Mart estava en oposició i tenia un clima clar i excepcional. El canali es va dissoldre davant els ulls d'Antoniadi en diversos "punts i taques" a la superfície de Mart.

## Afinació dels paràmetres planetaris

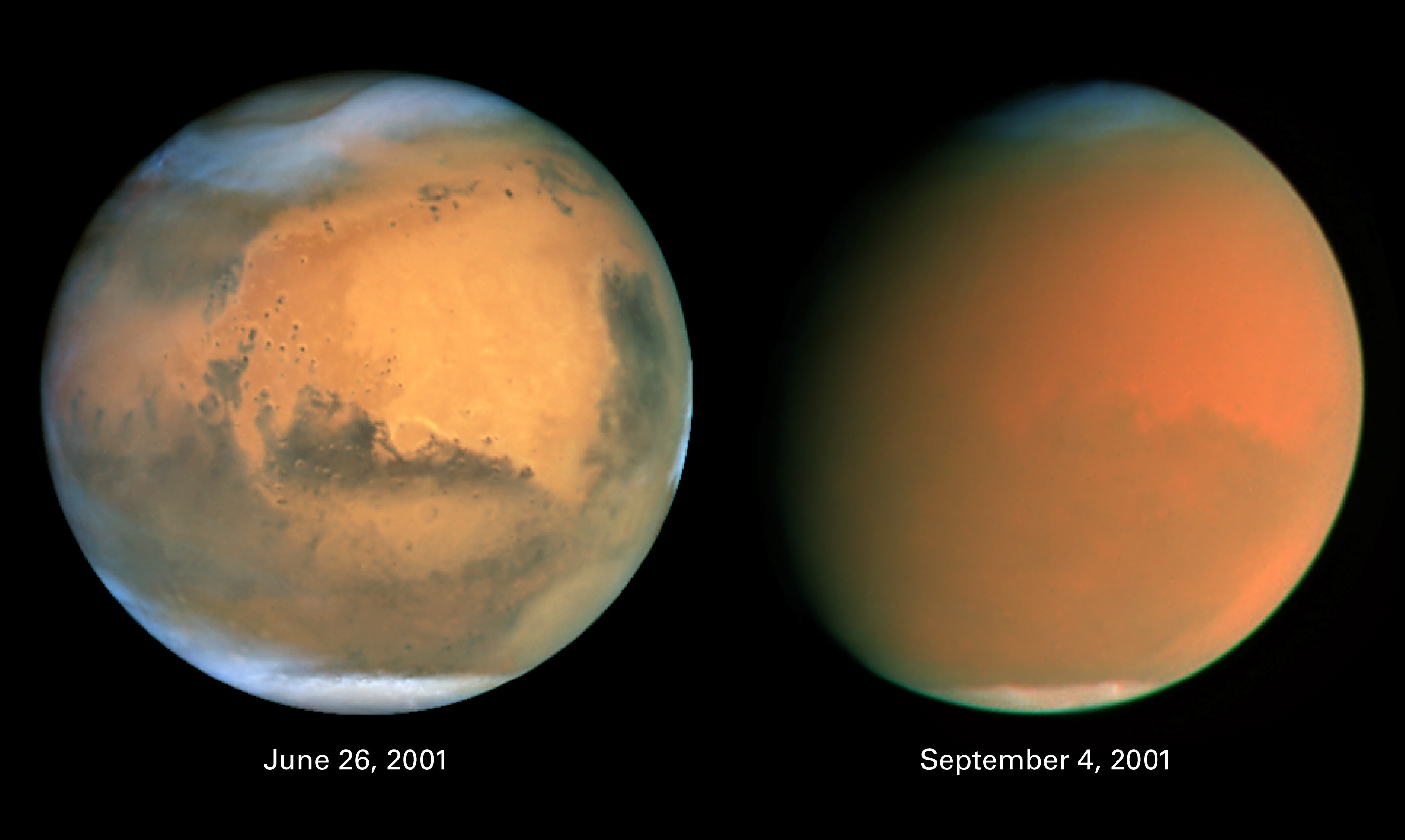
A la imatge esquerra, es veuen prims núvols marcians a prop de les regions polars. A la dreta, la superfície de Mart queda enfosquida per una tempesta de pols. Imatges de la NASA / HST

L'obscuriment de la superfície causat per núvols grocs s'havia observat a la dècada de 1870 quan van ser observats per Schiaparelli. Les evidències d’aquest tipus de núvols s'havien detectat ja durant les oposicions de 1892 i 1907. El 1909, Antoniadi havia assenyalar que la presència de núvols grocs s'associava amb l'obscuriment dels trets d'albedo. Descobriria que Mart apareixia més groc durant les oposicions quan el planeta estava més a prop del Sol i rebia més energia, i va suggerir sorra o pols bufada pel vent com a causa dels núvols.
El 1894, l'astrònom nord-americà William W. Campbell va trobar que l'espectre de Mart era idèntic a l'espectre de la Lluna, posant en dubte la creixent teoria que l'atmosfera de Mart és similar a la de la Terra. Les deteccions prèvies d’aigua a l’atmosfera de Mart s'explicaven per condicions desfavorables, i Campbell va determinar que l'empremta de l’aigua provenia completament de l’atmosfera terrestre. Tot i que va estar d’acord que els casquets de gel indicaven que hi havia aigua a l’atmosfera, no creia que els casquets fossin prou grans per permetre la detecció del vapor d’aigua. En aquell moment, els resultats de Campbell es van considerar controvertits i van ser criticats per membres de la comunitat astronòmica, però serien confirmats després per l'astrònom nord-americà Walter S. Adams el 1925.
L'astrònom alemany bàltic Hermann Struve va utilitzar els canvis observats en les òrbites dels saltèl·lits de Mart per determinar la influència gravitatòria de la forma oblata del planeta. El 1895, va utilitzar aquestes dades per estimar que el diàmetre equatorial era 1/190 més gran que el diàmetre polar. El 1911, va refinar el valor a 1/192. Aquest resultat va ser confirmat pel meteoròleg nord-americà Edgar W. Woolard el 1944.
Utilitzant un termoparell al buit unit al 2.54 m (100 in) Telescopi Hooker a l’Observatori Mount Wilson, el 1924 els astrònoms nord-americans Seth Barnes Nicholson i Edison Pettit van ser capaços de mesurar l'energia tèrmica que radiava la superfície de Mart. Determinarien que la temperatura oscil·lava entre −68 °C (−90 °F) al pal fins a 7 °C (45 °F) al punt mig del disc (corresponent a l'equador). A partir del mateix any, el físic nord-americà William Coblentz i l'astrònom nord-americà Carl Otto Lampland van mesurar l'energia irradiada de Mart. Els resultats van mostrar que la temperatura nocturna a Mart va baixar a −85 °C (−121 °F), que indica una "enorme fluctuació diürna " en les temperatures. La temperatura dels núvols marcians es va mesurar com a −30 °C (−22 °F). El 1926, l'astrònom nord-americà Walter Sydney Adams va ser capaç de mesurar directament la quantitat d'oxigen i vapor d'aigua a l'atmosfera de Mart a través dels càculs sobre les línies espectrals desplaçades cap al vermell dels moviments orbitals de Mart i la Terra. Com a conclusió, va determinar que "les condicions extremes del desert" eren prevalents a Mart. El 1934, Adams i l'astrònom nord-americà Theodore Dunham, Jr. van trobar que la quantitat d'oxigen a l'atmosfera de Mart era inferior a l'1% de la quantitat en una àrea comparable a la Terra.
El 1927, l'estudiant holandès graduat Cyprianus Annius van den Bosch va fer una determinació de la massa de Mart basada en els moviments de les llunes marcianes, amb una precisió del 0,2%. Aquest resultat va ser confirmat per l'astrònom holandès Willem de Sitter i publicat pòstumament el 1938. Utilitzant observacions de l’ asteroide proper Eros de la Terra des de 1926 fins a 1945, l’astrònom germanoamericà Eugene K. Rabe va poder fer una estimació independent de la massa de Mart, així com dels altres planetes del sistema solar interior, a partir de les pertorbacions gravitatòries de l'asteroide. El seu marge d’error estimat era del 0,05%, però les comprovacions posteriors van suggerir que el seu resultat estava mal determinat en comparació amb altres mètodes.
Durant la dècada de 1920, l'astrònom francès Bernard Lyot va utilitzar un polarímetre per estudiar les propietats superficials de la Lluna i dels planetes. El 1929, va assenyalar que la llum polaritzada emesa des de la superfície marciana és molt similar a la que irradia la Lluna, tot i que va especular que les seves observacions podrien explicar-se per les gelades i possiblement per la vegetació. Basant-se en la quantitat de llum solar dispersada per l'atmosfera marciana, va establir un límit superior de 1/15 del gruix de l'atmosfera terrestre. Això va restringir la pressió superficial a no més de 2.4 kPa (24 mbar). L’astrònom holandès-americà Gerard Kuiper va detectar diòxid de carboni a l’atmosfera marciana mitjançant l’espectrometria d’infrarojos, el 1947. Estimaria que la quantitat de diòxid de carboni en una àrea determinada de la superfície és el doble que la de la Terra. No obstant això, com que va sobreestimar la pressió superficial a Mart, Kuiper va concloure erròniament que les capes de gel no podien estar compostes de diòxid de carboni congelat. El 1948, el meteoròleg nord-americà Seymour L. Hess va determinar que la formació dels núvols prims marcians només requeriria 4 mm (0.16 in) de precipitació d’aigua i una pressió de 0.1 kPa (1.0 mbar).
La primera nomenclatura estàndard per als trets d'albedo marcià va ser introduïda per la Unió Astronòmica Internacional (UAI) quan el 1960 van adoptar 128 noms del mapa d'Antoniadi de 1929 anomenat La Planète Mars. El Grup de treball per a la nomenclatura del sistema planetari (WGPSN) es va crear per la UAI el 1973 per estandarditzar l'esquema de denominació de Mart i altres cossos.

## Teledetecció

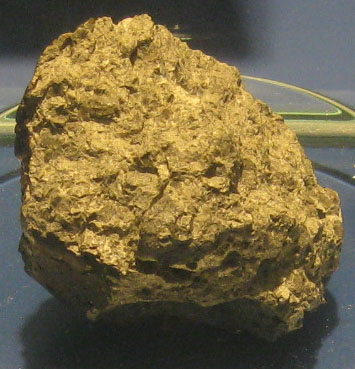
Fotografia del meteorit marcià ALH84001

El Programa Internacional de Patrulla Planetària es va constituir el 1969 com un consorci per supervisar contínuament els canvis planetaris. Aquest grup mundial es va centrar en l'observació de tempestes de pols a Mart. Les seves imatges permeten estudiar els patrons estacionals marcians a nivell mundial, i van demostrar que la majoria de les tempestes de pols marciana es produeixen quan el planeta està més a prop del Sol.
Des dels anys seixanta, les naus espacials robotitzades s'han enviat a explorar Mart des de l’òrbita i la superfície mostrant amplis detalls. A més, la teledetecció de Mart des de la Terra mitjançant telescopis terrestres i orbitants s'ha continuat en gran part de l’ espectre electromagnètic. Aquests inclouen observacions infraroges per determinar la composició de la superfície, observació ultraviolada i submil·limètrica de la composició atmosfèrica, i també mesures radio de la velocitat del vent.
El Telescopi espacial Hubble (TEH) s'ha utilitzat per fer estudis sistemàtics de Mart i ha pres imatges d'alta resolució mai capturades des de la Terra. Aquest telescopi pot produir imatges útils del planeta quan es troba a una distància angular d'almenys 50 ° del Sol. El TEH pot captar imatges d’un hemisferi, i produeix vistes de sistemes meteorològics sencers. Els telescopis basats en la Terra equipats amb sensors CCD poden produir imatges útils de Mart, cosa que permet un control regular del temps del planeta durant les oposicions.
Els astrònoms van observar per primera vegada l'emissió de raigs X de Mart per part de l'Observatori de raigs X Chandra el 2001 i el 2003, io es demostrar que tenia dos components. El primer component és causat pels raigs X del Sol que es dispersen per l'atmosfera superior marciana. El segon prové de les interaccions entre ions que donen lloc a un intercanvi de càrregues. L'observació orbitant XMM-Newton ha identificat l'emissió d'aquesta última font fins a vuit vegades el radi de Mart.
El 1983, l’anàlisi del grup de meteorits shergottita, nakhlita i chassignita (SNC) va demostrar que es podrien originar a Mart. Es creu que el meteorit Allan Hills 84001, descobert a l’ Antàrtida el 1984, es va originar a Mart, però té una composició completament diferent a la del grup SNC. El 1996 es va anunciar que aquest meteorit podria mostrar proves de fòssils microscòpics de bacteris marcians. No obstant això, aquesta troballa continua sent controvertida. L'anàlisi química dels meteorits marcians trobats a la Terra suggereix que, la temperatura ambiental a prop de la superfície de Mart probablement ha estat inferior al punt de congelació de l'aigua (0 C °) durant bona part dels darrers quatre mil milions d'anys.

## Observacions
Els astrònoms que van utilitzar el Telescopi espacial Hubble de la NASA, aprofitant l’aproximació més propera a Mart de la Terra en vuit anys, van prendre les vistes més nítides del planeta vermell obtingudes fins al moment. La NASA va publicar aquestes imatges per commemorar el segon aniversari de l’aterratge de Mars Pathfinder. El mòdul de descens i el seu rover, Sojourner, van tocar les muntanyes del planeta vermell el 4 de juliol de 1997, portant a terme en una missió històrica de tres mesos per recopilar informació sobre la seva atmosfera, el clima i geologia.
El camp ampli i la càmera planetària 2 del telescopi van capturar aquestes imatges entre el 27 d’abril i el 6 de maig, quan Mart es trobava a 87 milions de quilòmetres de la Terra. Des d’aquesta distància, el telescopi podia veure trets marcians de fins a 19 quilòmetres d’amplada. Les quatre imatges juntes de la figura inferior esquerra, mostren tot el planeta. Cada vista representa el planeta mentre completa una quarta part de la seva rotació diària. El casquet polar nord està inclinat cap a la Terra i és visible de manera destacada a la part superior de cada imatge. Les imatges es van generar en ple estiu nord marcià, quan el casquet polar s'havia reduït fins a la seva mida més petita. Durant aquesta època, el Sol brilla contínuament sobre el casquet polar. Les anteriors observacions telescòpiques i de naus espacials havien demostrat que aquest casquet polar "residual" d'estiu es compon de gel d'aigua, igual que els casquets polars de la Terra.
Les instantànies del telescopi Hubble, revelen que s'han produït canvis substancials en les marques fosques i brillants de Mart en els 20 anys transcorreguts des que les missions espacials Viking de la NASA van cartografiar el planeta per primera vegada. La superfície marciana és dinàmica i canvia sempre. Algunes regions que eren fosques fa 20 anys ara són de color vermell brillant, i algunes zones que tenien un vermell brillant ara són fosques. Els vents mouen sorra i pols per tot arrey, sovint amb tempestes de pols espectaculars. A llarg termini, moltes de les marques més fosques i brillants es mantenen estables, però els detalls més petits canvien a mesura que es cobreixen i després són descoberts per la sorra i la pols.
La imatge superior esquerra se centra a prop de la ubicació del lloc d’aterratge de Pathfinder. Les dunes de sorra fosques que envolten el casquet polar es fonen en una gran regió fosca anomenada Acidalia. Aquesta àrea, tal com mostren les imatges del telescopi Hubble i d'altres naus espacials, està composta per grans de roca volcànica pulveritzada de la mida de la sorra. A sota i a l'esquerra d’Acidalia hi ha els massius sistemes de canons marcians de Valles Marineris, alguns dels quals formen llargues marques lineals que alguns pensaven que eren canals. Es poden veure núvols al matí al llarg de l'extremitat esquerra del planeta i una gran tempesta ciclònica composta de gel d’aigua s'estén a prop del casquet polar.
La imatge superior dreta se centra a la regió del planeta coneguda com Tharsis, la llar dels volcans més grans del sistema solar. La característica brillant i semblant a un anell situat a l'esquerra del centre és el volcà Olympus Mons, que fa més de 550 quilòmetres de diàmetre i 27 quilòmetres d’alçada. Grans dipòsits de pols de sorra fina i bufada pel vent cobreixen la major part d’aquest hemisferi. Els colors indiquen que la pols està molt oxidada ("rovellada") i que milions (o potser milers de milions) d'anys de tempestes de pols han homogeneïtzat la seva composició. Es poden veure núvols importants a la tarda al llarg de l'extrem dret del planeta.
La imatge inferior esquerra està centrada a prop d’una altra regió volcànica coneguda com a Elysium. Aquesta zona mostra moltes marques petites i fosques que el telescopi Hubble i altres naus espacials han observat que canvien com a conseqüència del moviment de sorra i pols a través de la superfície marciana. A la part superior esquerra d’aquesta imatge, a altes latituds nord, una gran àrea en forma de cavall de núvols de gel d’aigua marca un front de tempesta. Al llarg de l'extremitat dreta, s'ha format un gran sistema de núvols al voltant del volcà Olympus Mons.

La imatge inferior dreta se centra en el tret fosc conegut com Syrtis Major, vist per primera vegada telescòpicament per l’astrònom Christiaan Huygens al segle xvii. En aquesta regió es poden veure molts cràters d’impacte circulars i foscos, que demostren la capacitat del telescopi Hubble de revelar detalls fins a la superfície del planeta. Al sud de Syrtis hi ha una gran característica circular anomenada Hellas. Les missions del Viking i, més recentment, Mars Global Surveyor han revelat que Hellas és un cràter d'impacte gran i profund. 